# Esther de Lange
Esther de Lange (Spaubeek, 19 de febrero del 1975) es una política neerlandesa. Desde el 2007, es miembro del Parlamento Europeo por el partido Llamada Democristiana, que forma parte del Partido Popular Europeo. Entre 1999 y 2007 fue asistenta de Albert Jan Maat, que fue miembro del Parlamento Europeo aquellos ocho años. Desde 2014, es la presidenta de la delegación del partido Llamada Democristiana en el Partido Popular Europeo, y la vicepresidenta de este último.